# Ů
Ů, ů は U にリング符号を付した文字である。チェコ語とシレジア語で使われる。このリングをチェコ語ではクロウジェク（kroužek, 「小さな輪」の意）といい、ů は kroužkované u もしくは u s kroužkem（クロウジェクつきの u）と呼ばれる。

## 各言語における用法
- チェコ語

円唇後舌狭母音の長音 (IPA:/uː/) を表す。この文字はチェコ語の固有語において語頭以外のところで用いられ、語頭では Ú, ú が用いられる。ů は 14–15 世紀には二重母音 uo であったものが長母音に変わったもので、この uo 起源の長母音 u にクロウジェクをつけて表す正書法は 16 世紀のチェコ兄弟団によって導入されたものである。
- シレジア語

円唇後舌半狭母音 (IPA/o/) を表す。

## 符号位置
| 大文字 | Unicode | JIS X 0213 | 文字参照       | 小文字 | Unicode | JIS X 0213 | 文字参照       | 備考 |
| ------ | ------- | ---------- | -------------- | ------ | ------- | ---------- | -------------- | ---- |
| Ů      | U+016E  | 1-10-37    | &#x16E; &#366; | ů      | U+016F  | 1-10-53    | &#x16F; &#367; |      |